# رابین شولتس
رابین شولتس (به انگلیسی: Robin Schulz) (زاده ۲۸ آوریل ۱۹۸۷) دی‌جی آلمانی است.